# Biraia postica
Biraia postica är en fjärilsart som beskrevs av Moore 1879. Biraia postica ingår i släktet Biraia och familjen tandspinnare. Inga underarter finns listade i Catalogue of Life.